# Jules Zvunka
Jules Zvunka (født 17. august 1948 i Le Ban-Saint-Martin, Frankrig) er en fransk tidligere fodboldspiller (forsvarer), og senere træner.
Zvunka spillede på klubplan hos henholdsvis FC Metz og Olympique Marseille. I tiden hos Marseille var han med til at vinde både to franske mesterskaber og to pokaltitler.

## Titler
Ligue 1
- 1971 og 1972 med Marseille

Coupe de France
- 1969 og 1972 med Marseille